# Jairo Florián
Jairo Florián (Purificación, 24 de diciembre de 1947-Bogotá, 17 de diciembre de 2014) fue un actor y humorista colombiano. Era reconocido por participar las telenovelas y series colombianas. Participó en el programa Sábados felices en los años 1990. Su formación como actor dramático la desarrolló en la Escuela Nacional de Arte Dramático, mientras que en dirección artística se preparó en la Universidad Pedagógica y Tecnológica de Colombia. Falleció el 17 de diciembre de 2014 en Bogotá tras sufrir un infarto.

## Filmografía
- La hipocondríaca (2013)
- Chica vampiro (2012)
- Sin senos no hay paraíso (2008)
- N.N. (1990)
- Gitana (1990)
- Chispazos (1987)
- El gallo de oro (1981)
- Manuelita Sanz (1978)
- Manuela (1976)